# 佛山木版年画
佛山木版年画是中華人民共和國广东省佛山市禅城区的一种传统特色美术手工艺品，是国家级非物质文化遗产；其实际上是一种木雕版画。

## 历史
佛山木版年画是中国岭南地区民俗文化的一项特色，它大约开始于宋元年间，曾经与天津杨柳青、山东潍坊杨家埠、苏州桃花坞一起被称为“中国四大木版年画”。在清朝乾隆年间至抗日战争前的全盛时期，佛山木版年画年产量最高时达800万幅，相关店铺作坊多达200多家，从业人员数千人。
在佛山，民国年间冯氏家族冯均开创的“冯均记”字号，拥有“门神均”的美誉，中华人民共和国成立后，“门神均”的后人冯炳棠、冯锦强父子将他的制作技术传承下来。二人2004年4月被政府授予“民间工艺美术家”称号。
文化大革命开始后，年画被当成封建迷信的产物。冯均把200多幅雕版木模劈开当烧饭的柴火（一幅木模需时两个月制作，模板烧了整整1年。
直至1998年在佛山民间艺术研究社的支持下，冯氏恢复制作木版年画。但由于手工制作品与机器印刷对比价格高昂，购买者从过年张贴门口变为艺术收藏，且多为外国人。店铺运营多年持续亏损。他们的店铺原本开设在普君南路86号，后被拆迁。冯锦强自己开设了外贸公司，2009年10月21日把冯氏世家木版年画的经营权转让至广州大学城的大学生开设的“新觉青年公馆”公司，他们只保留制作工艺，设计、经营、推广交由对方处理。
2010年6月，《中国木版年画集成·佛山卷》在广州陈家祠首发。

## 工艺
佛山木版年画吸收佛山当地的剪纸、铜凿金花、金漆木雕等传统工艺，用红、绿、黄、黑四色木板套印再用毛笔绘彩、勾金粉。

## 题材
佛山木版年画题材过去大多是“神荼郁垒”、“秦叔保”、“尉迟恭”、“福禄寿全”、“金钱童子”、“和合二仙”、“天姬送子”、“关公”、“包公”及其他神像、历史人物、戏曲故事等。在1950年代至1960年代，出现了很多附和政治的木板年画如“三面红旗”、“妇女半边天”等。